# Takuya Aoki
Takuya Aoki (青木 拓矢 Aoki Takuya?,  Takasaki, Gunma, 16 de septiembre de 1989) es un futbolista japonés. Juega de centrocampista y su equipo es el FC Gifu de la J3 League de Japón.

## Trayectoria

### Clubes
| Club               | País  | Año       |
| ------------------ | ----- | --------- |
| Omiya Ardija       | Japón | 2008-2013 |
| Urawa Red Diamonds | Japón | 2014-2020 |
| F. C. Tokyo        | Japón | 2021-2023 |
| FC Gifu            | Japón | 2024-     |

## Palmarés

### Títulos nacionales
| Título             | Club               | País  | Año  |
| ------------------ | ------------------ | ----- | ---- |
| Copa J. League     | Urawa Red Diamonds | Japón | 2016 |
| Copa del Emperador | Urawa Red Diamonds | Japón | 2018 |

### Títulos internacionales
| Título                      | Club (*)           | Sede    | Año  |
| --------------------------- | ------------------ | ------- | ---- |
| Copa Suruga Bank            | Urawa Red Diamonds | Saitama | 2017 |
| Liga de Campeones de la AFC | Urawa Red Diamonds | Saitama | 2017 |